# Nintu Corona
La Nintu Corona è una struttura geologica della superficie di Venere.